# ア・グレイト・ビッグ・ワールド
ア・グレイト・ビッグ・ワールド（A Great Big World）は、アメリカ合衆国・ニューヨーク州ニューヨークで結成した2人組音楽ユニットである。

## メンバー
- イアン・アクセル（Ian Axel、1985年3月28日）：ボーカル、ピアノ、ウクレレ

アメリカ合衆国・ニュージャージー州出身。A Great Big World結成前にはソロ活動を行っている。
- チャド・ヴァッカリノ（Chad Vaccarino）

## 経歴
2012年、ニューヨーク大学の音楽プログラムに出席していた大学生のイアン・アクセル（Ian Axel）、チャド・ヴァッカリノ（Chad Vaccarino）が「A Great Big World」結成。結成後はマシュー・モリソンやイングリッド・マイケルソンのツアーでオープニング・アクトを務め、Kickstarterの援助で6曲入りEPをリリースした。
楽曲「This Is The New Year」がドラマ「Glee/グリー」のワンコーナーで歌われると、2013年にEpic Recordsからオファーが届き契約。3曲入りEPをリリースし、単独ツアーを敢行した。クリスティーナ・アギレラをボーカルに迎えて再レコーディングした「Say Something」をNBCのオーディション番組「The Voice」で披露すると、翌週までに音楽配信で18万9000ダウンロードを記録し、ビルボード配信チャート16位に登場。最終的にビルボードチャート4位を記録した。
2014年1月21日にEpicからデビューアルバム「Is There Anybody Out There?」をリリース。ビルボードチャート3位を記録した。
2015年に行われた「第57回グラミー賞」では、クリスティーナ・アギレラとの「Say Something」が「最優秀ポップ・デュオ/グループ・パフォーマンス」に選出された。
2023年11月スタジオポノックのアニメーション長編映画「屋根裏のラジャー」の主題歌「Nothing's impossible」を発表.東京オペラシティコンサートホールで映画の公開を記念してジャパン・シネマ・オーケストラにてイアン・アクセルが来日。

## ディスコグラフィー

### アルバム
| 2014                                      | Is There Anybody Out There? | - 発売日: 2014年1月21日 - レーベル: Epic - フォーマット: CD, digital download - 全米売上: 16.5万枚 | 3  | 33 | 36 | 3 | 25 | 16 |  |
| 2015                                      | When the Morning Comes      | - 発売日: 2015年11月13日 - レーベル: Epic - フォーマット: CD, digital download                     | 75 | —  | —  | — | —  | —  |  |
| "—"は未発売またはチャート圏外を意味する。 |                             | |    |    |    |   |    |    |  |

### シングル
- This Is the New Year (2013年5月21日)
- Say Something (with Christina Aguilera) (2013年9月3日)
- Already Home (2014年4月21日)
- Nothing's Impossible（2023年11月3日）世界同日先行配信（映画「屋根裏のラジャー」主題歌）

## 受賞
- 第57回グラミー賞：「最優秀ポップ・デュオ/グループ・パフォーマンス」『Say Something (with Christina Aguilera)』